# Stephnie Weir
Stephnie Carmel Weir, född 28 november 1967 i Odessa, Texas, är en amerikansk skådespelare, komiker och manusförfattare. Hon är mest känd för att ha varit en del av komediprogrammet MADtv mellan 2000 och 2006. 